# Вулиця Харитоненків (Харків)
Вулиця Харитоненків — вулиця в Новобаварському районі Харкова.

## Опис
Вулиця починається на розі з Ново-Баварським проспектом та завершується перетином з вулицею Академіка Грищенка. На перетині з вулицею починається Наталівський в'їзд та перетинає проспект Дзюби. Довжина вулиці 750 метра.
Забудована одно- та багатоповерховими житловими будинками.
Найближчою зупинкою громадського транспорту є Проспект Дзюби, де проходять автобусні та тролейбусні маршрути.